# Géssio
Géssio (fl. 420 - 443) foi um político do Império Romano do Oriente, irmão da imperatriz-consorte bizantina Élia Eudócia.
Géssio nasceu em Atenas, filho do filósofo sofista pagão Leôncio, e irmão de Valério e Atenais. Em 421 Atenais casou-se com o imperador romano do Oriente Teodósio II e mudou seu nome para Élia Eudócia. Por isso, Valério e Géssio receberam várias homenagens.
Géssio tornou-se prefeito pretoriano da Ilíria, um cargo que ele provavelmente perdeu depois que sua irmã perdeu sua influência na corte em 443, quando se mudou para Jerusalém.